# Dvärgpipagroda
Dvärgpipagrodan (Pipa parva) är en groda från norra Sydamerika som tillhör familjen pipagrodor.

## Utseende
Grodan har en slank kropp som är förhållandevis tillplattad, men inte lika påtagligt som övriga pipagrodor. Den har ett smalt, spetsigt huvud med stora ögon. Tunga saknas likt fallet är hos övriga grodor i familjen. Huden är vårtig, något som är mest framträdande på ryggen och minst tydligt på buken. Huvud, rygg och extremiteter är enfärgat mörkbruna, medan undersidan är ljust gulbrun till gråbrun. Som alla pipagrodor har den ett sidolinjesystem, och fingrarna avslutas med ett fyrdelat, stjärnliknande utskott. Längden varierar mellan 2,8 och 3,7 cm för hanen, 2,7 och 4,4 cm för honan.

## Utbredning
Dvärgpipagrodan finns i norra Venezuela, främst kring Maracaibosjön samt i nordöstligaste Colombia.

## Vanor
Arten är helt vattenlevande, även om den kan bege sig upp på land för att ta sig från en vattensamling till en annan. Den lever i sjöar, vattenhål, översvämmade ängar och träskmarker i öppen terräng utan nämnvärda höjdskillnader. Grodan lever av ryggradslösa djur, framför allt larver av fjädermyggor. Andra vanliga byten är musselkräftor, vattenlevande skalbaggslarver och dagsländelarver. Arten är vanlig men skygg, och litet är känt om dess beteende utanför parningstiden.

## Fortplantning
Likt alla pipagrodor har dvärgpipagrodan en starkt specialiserad form av yngelvård. Själva leken sker i vatten, där hanens omfamning av honan (amplexus) sker just framför hennes bakben medan paret simmar på rygg. Honans ägg hamnar på hanens mage, varefter paret vänder sig på mage, hanen befruktar äggen och överför dem till honans rygg där de fastnar. Äggen sjunker sedan ner i honans rygghud och hamnar vart och ett i en separat kammare. Till skillnad från de flesta pipagrodor lämnar emellertid ungarna sina kamrar medan de fortfarande är yngel, efter omkring en månad.

## Status
Dvärgpipagrodan är klassificerad som livskraftig ("LC") av IUCN, och populationen ökar. Inga hot är kända; arten bekämpas som ett skadedjur, men med försumbar effekt på populationsstorleken.